# Solanum annuum
Solanum annuum är en potatisväxtart som beskrevs av Conrad Vernon Morton. Solanum annuum ingår i släktet skattor som ingår i familjen potatisväxter. Inga underarter finns listade i Catalogue of Life.